# Politialarm
Politialarm er en amerikansk stumfilm fra 1918 af Harry L. Franklin.

## Medvirkende
- Emmy Wehlen - Sylvia Fairponts
- W. I. Percival - Jack Bradley
- Frank Currier - Edwin Booth D'Aubrey
- Eugene Acker - Walter Fairponts
- Peggy Parr - Nonette